# Велике равнице и северна Мађарска
Велике равнице и северна Мађарска (мађ. Alföld és Észak), је једна од три мађарских статистичких регија по НУТС 1 подели. Image: 
Остала два дела су Прекодунавска Мађарска и Централна Мађарска.

## Региони
Велике равнице и северна Мађарска имају у себи девет жупанија који су подељени у три регионалне јединице: 
- Северна Мађарска регија
- Регија велике северне равнице
- Регија велике јужне равнице